# Mogul (Nevada)
Mogul es un lugar designado por el censo ubicado en el condado de Washoe en el estado estadounidense de Nevada. En el año 2010 tenía una población de 1.290 habitantes.

## Geografía
Mogul se encuentra ubicado en las coordenadas 39°30′58″N 119°55′23″O / 39.51611, -119.92306.